# 데자뷰 (드라마)
《데자뷰》(deja-vu)는 KBS2에서 2004년 8월 8일에 방영한 드라마시티이다.

## 줄거리
한없이 착하고 덜렁거리는 동구는 친구들과 술자리 후 노숙을 한다. 잠에서 깬 후 동구는 출근을 하여 같은 증권회사의 사내 커플인 수연과 아웅다웅 서로의 사랑을 쌓아간다. 어느 날 수연의 교통사고를 목격한 동구는 병원에서 기절하게 된다.

## 등장 인물

### 주요 인물
- 김흥수 : 박동구 역
- 한지민 : 한수연 역
- 이병욱 : 지점장 역

### 그 외 인물
- 신구 : 의사 역
- 이달형 : 이 팀장 역
- 김병만 : 직장 동료 역